# Alsodes monticola
Alsodes monticola е вид жаба от семейство Cycloramphidae.

## Разпространение
Видът е разпространен в Чили.